# 西莫林
西莫林（West Malling）是位於英格蘭肯特郡的一個城鎮 。西莫林的人口約有3,000人至5,000人。